# Neszádeliné Kállai Mária
Neszádeliné Kállai Mária (Debrecen, 1954. november 7. –) csipkeverő, viseletkészítő népi iparművész, a Népművészet Mestere, pedagógus.
Tagja a Magyar Csipkekészítők Országos Egyesületének.
A Kazincbarcikán alkotó kézműves számtalan tevékenységben bizonyította tehetségét: foglalkozik vertcsipke-készítéssel és -tervezéssel, gyöngyfűzéssel, gyöngyszövéssel, bábkészítéssel, textilfestéssel és viseletkészítéssel.
A gömöri csipke készítésének elhivatott művelője.

## Élete
Édesapja katonatiszt volt. Gyermekéveit Debrecen után Miskolcon és Tardonán töltötte. Az általános iskolát már Kazincbarcikán fejezte be és itt szerzett középfokú végzettséget az Egészségügyi Szakközépiskolában. Gyermekgondozónőként dolgozott a helyi bölcsődében, majd az óvodában.
Folyamatosan népszerűsítette és tanította a csipkekészítés feledésbe merült régi mesterségét.
Tanított a Deák Ferenc Szakképző és Művészeti Szakközépiskolában és a Kodály Zoltán Alapfokú Művészeti Oktatási Intézményben.
Tudása fejlesztése érdekében felvételizett a Kaposvári Egyetem Művészeti Főiskolai Karára, majd rajz- és vizuális kommunikáció szakon tanári diplomát szerzett.
2021-ig a Kodály Zoltán Alapfokú Művészeti Iskolában a textilképzésen kívül oktatta a csipkekészítést, a gyöngyfűzést és minden olyan kézműves tevékenységet, amely a gyerekek kreativitását, különböző készségeit fejlesztette. Az Izsó Miklós Képzőművészeti Kör tagja.

## Munkássága
- A Népi Iparművész címet 2000-ben kapta meg.
- 2001-ben eljutott a párizsi Magyar Art mesterség bemutatóra. Viseletei nagy sikerrel szerepelnek a tematikus kiállításokon.
- 2008-ban megkapta a Népművészet Mestere díjat.

## Művei
- A gömöri csipke (Múzeumi Könyvtár sorozat, Gömöri Múzeum és Baráti Köre, Putnok, 2001; Tompa Mihály Gömöri Kulturális Egyesület, Putnok, 2018)[2]
- Viseleti darabok Gömörből (Tompa Mihály Gömöri Kulturális Egyesület, 2013)[3]

## Díjai
- 1993 – „Tradíció védjegy”, országos pályázat
- 1999 – „Kazincbarcika élő népművészete” pályázat: 2. díj
- 2000 – Országos Népművészeti Kiállítás Élő Népművészet országos pályázat – csipke kategória – Ezüst oklevél
- 2000 – Népi iparművész cím
  - Nemzetközi Csipkepályázaton Tradicionális vertcsipke kategóriában: I. díj (Belgium)
- 2004 – „Kazincbarcika élő népművészete” pályázat: 1. díj
- 2005 – „Kaláris” pályázat: 3. díj
  - Országos Népművészeti Kiállítás viselet kategória: Arany oklevél
- 2007 – Tokaji Művésztelep művészeti díja: Zilahy György-díj
- 2008 – Népművészet Mestere díj
- 2014 – „Kazincbarcika Közművelődéséért” Érték-díj
- 2016 – Kazincbarcika Város Képviselő-Testületének „Elismerő Plakettje”[4]
- 2021 – Kodály Zoltán Alapfokú Művészeti Iskola (Kazincbarcika): az Év tanára[5]